# Ovulatibuccinum
Ovulatibuccinum is een geslacht van weekdieren uit de klasse van de Gastropoda (slakken).

## Soorten
- Ovulatibuccinum fimbriatum (Golikov & Sirenko, 1988)
- Ovulatibuccinum ovulum (Dall, 1895)
- Ovulatibuccinum perlatum Fraussen & Chino, 2009